# ボチェナーゴ
ボチェナーゴ（イタリア語: Bocenago）は、イタリア共和国トレンティーノ＝アルト・アディジェ州トレント自治県にある、人口約400人の基礎自治体（コムーネ）。

## 地理

### 位置・広がり
トレント自治県南西部に位置するコムーネ。ティオーネ・ディ・トレントから北北東へ10km、県都トレントから西へ28kmの距離にある。

#### 隣接コムーネ
隣接するコムーネは以下の通り。
- カデルツォーネ・テルメ
- コマーノ・テルメ
- マッシメーノ
- スピアッツォ
- ステーニコ
- ストレンボ
- トレ・ヴィッレ (モンターニェ)

## 行政

### Comunita di valle
トレント自治県が設置した広域行政組織 Comunita di valle 「ジュディカリエ」 (it:Comunita delle Giudicarie)  （事務所所在地: ティオーネ・ディ・トレント）に属する。